# بئر السائب
بئر السائب آثار مستوطنة قديمة تقع في المدينة المنورة غرب المملكة العربية السعودية.

## الوصف
تقع الآثار الباقية لبئر السائب إلى الشرق من العوينة٬ وبينها وبين المدينة المنورة نحو 34.5 كم٬ وتبعد عن الصويدرة غربًا بنحو 20 كم. تشتمل هذه الآثار على أساسات حجرية لمباني ومنازل قديمة ومنشآت أخرى تقع في منخفض من الأرض تحيط بها الجبال٬ بالإضافة إلى مجموعة كبيرة من النقوش الإسلامية التي تضمنت تعريفًا بعدد من الشخصيات التي يرجح أنها عاشت في المنطقة أو كانوا عابري سبيل٬ كما تضمنت نقوش الموقع عبا ارت طلب المغفرة أو إثبات الشهادة والإيمان با الله سبحانه وتعالى٬ أحدها مؤرخ في سنة 165 هـ الموافق 782م٬ وقرائته على النحو الآتي:
| بئر السائب | أنا عامر بن محمد أشهد ألا إله إلا اللـه وأن محمد (محمدًا) رسول اللـه صلى اللـه عليه / وكتب في المحرم / سنة خمس وستين ومئة | بئر السائب |

## وصلات خارجية
- الآثار الباقية في بئر السئب